# Шанхайско клане
Шанхайското клане от 12 април 1927 г., наричано още Инцидент от 12 април, е насилствено потушаване на организациите на Комунистическата партия в Шанхай от военни части на Чан Кайшъ и консервативни фракции на китайската националистическа партия Гоминдан.
След инцидента консервативните елементи на Гоминдан извършват пълна чистка на комунистите във всички райони под техен контрол и извършват жестоки репресии в градове като Гуанджоу и Чанша. Чистката води до открит разрив между лявото и дясното крило на Гоминдан, а Чан Кайшъ се утвърждава като лидер на дясното крило в Нанкин, намирайки се в опозиция на лявото правителство на Гоминдан, водено от Уан Дзинуей в Ухан.
До 15 юли 1927 режимът в Ухан също прочиства комунистите от редиците си, слагайки по този начин край на четиригодишната близост между КМТ и Съветска Русия и тяхното сътрудничество с Китайската комунистическа партия. В периода до края на 1927 г., комунистите организират няколко бунта в опит да си върнат властта, поставяйки началото на Китайската гражданска война. След провала на Въстанието от Гуанджоу (11 – 13 декември 1927), упадъкът на Китайската комунистическа партия е пълен; необходими са им две десетилетия преди да са в състояние на организират следваща голяма градска офанзива. Инцидентът е ключов момент в сложната поредица от събития, които подготвят почвата за първите десет години на правителството на националистите.
В зависимост от политическите възгледи на автора, инцидентът може да се нарича също и „Чистката от 12 април“ (на китайски: 四·一二清黨), „Шанхайското клане“, „Контрапревратът от 12 април“ (на китайски: 四·一二反革命政變) или „Трагедията от 12 април“ (на китайски: 四·一二慘案).

## Предистория
Корените на инцидента от 12 април водят своето начало от съюза на Гоминдан със Съветския съюз, формално иницииран от основателя на партията, Сун Ятсен, след дискусии със съветския дипломат Адолф Йофе през януари 1923. Този съюз включва както финансова, така и военна помощ, а също така и малка, но важна група от съветски политически и военни съветници, водена от Михаил Бородин. Условията на Съветския съюз за съюз и помощ включват коопериране с малката Китайска комунистическа партия. Сун се съгласява да разреши комунистите да се присъединят към Гоминдан като индивидуални членове, но изключва възможността за съюз с тях или участието им като организиран блок. Освен това, веднъж приети в Гоминдан, той настоява комунистите да поддържат гоминданската партийна идеология и да спазват партийната дисциплина. След тяхното приемане, дейностите на комунистите вътре в Гоминдан, често прикрити, скоро създават опозиция на тази политика измежду видните членове на Гоминдан. Вътрешните конфликти между лидерите на лявото и дясното крило на Гоминдан по отношение на проблема с комунистическата партия продължават до началото на т.нар. Северен поход.